# Sint-Niklaaskerk (Boulogne-sur-Mer)

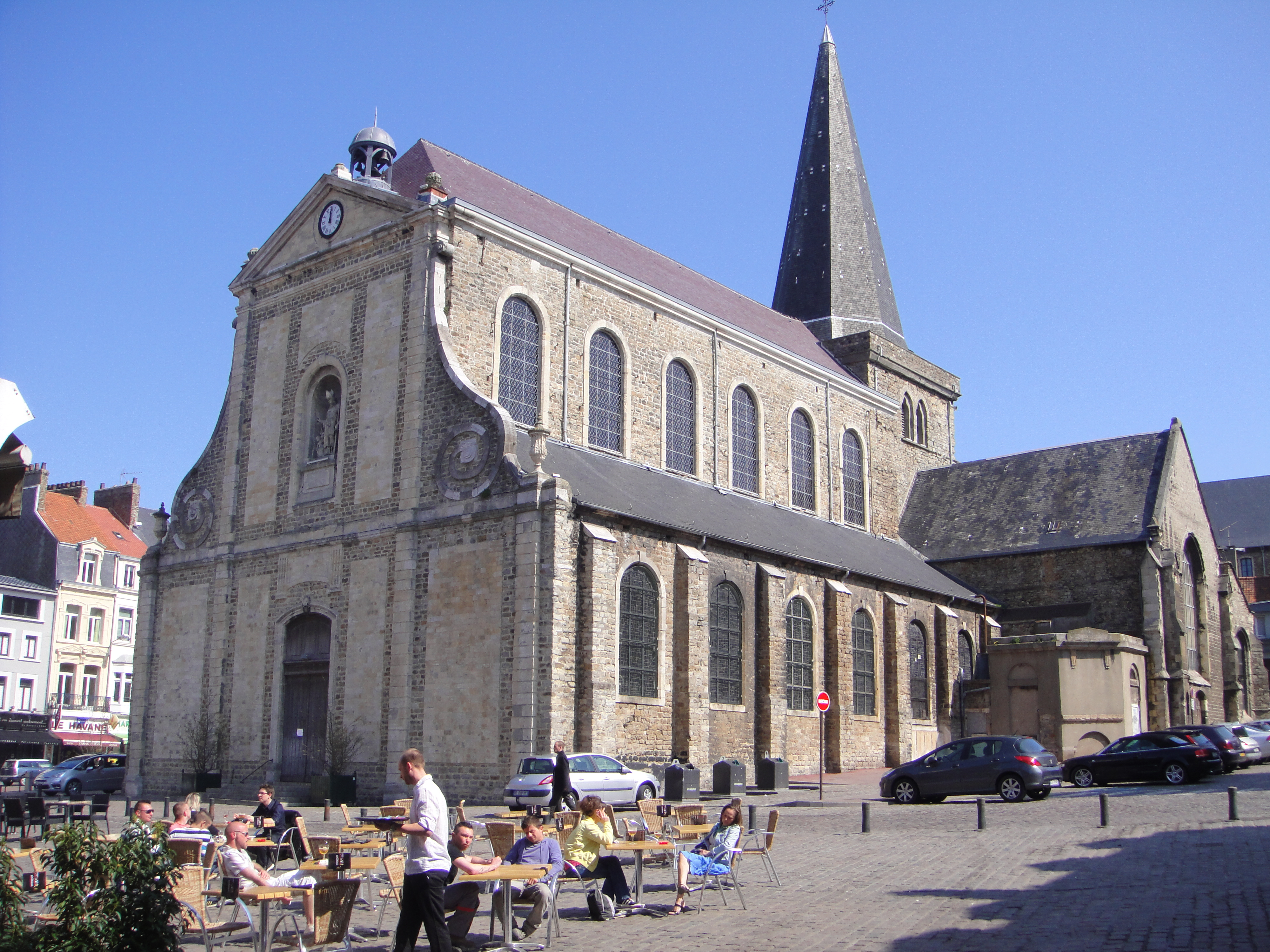
Sint-Niklaaskerk

De Sint-Niklaaskerk (Église Saint-Nicolas) is een rooms-katholiek kerkgebouw in de tot het departement Pas-de-Calais behorende stad Boulogne-sur-Mer, gelegen aan het Place Dalton.

## Geschiedenis
Het betreft tegenwoordig de oudste kerk van Boulogne-sur-Mer, gelegen in de benedenstad waar vanouds de vissers en andere zeelieden wonen. Sint-Nicolaas is de patroon van de zeevarenden. De kerk werd voor het eerst vermeld in 1208 en verving geleidelijk aan de oude Sint-Pieterskerk die van de 7e eeuw stamt en in de buurt van de antieke haven was gelegen. Deze kerk verdween in de 18e eeuw.
De oudste delen van de Sint-Niklaaskerk zijn het koor en de kruising. In 1492 werd de kerk geplunderd toen de benedenstad werd belegerd door de Engelse troepen van Hendrik VII.
In de 16e en 17e eeuw werden diverse herstelwerkzaamheden uitgevoerd en in de 18e eeuw, toen het schip te klein en vervallen was, werd een nieuw schip gebouwd naar ontwerp van Giraud Sannier.

## Gebouw
Het betreft een basilicale kruiskerk, gebouwd in natuursteen. De kerk heeft een lage vieringtoren. De voorgevel is in barokstijl.